# سيدي إسحاق
سيدي إسحاق هي بلدة مغربية تقع غرب مدينة مراكش وبالتحديد في منتصف الطريق الساحلية التي تربط بين مدينتي آسفي والصويرة. البلدة تنتمي لإقليم الصويرة وتضم 9.553 نسمة حسب (إحصاء 2014).